# Операция «Южный Шторм»
Опера́ция «Ю́жный Шторм» (араб. Aasefat al-Janoub‎) — кодовое название совместной операции боевиков вооруженной сирийской оппозиции и исламистских группировок против правительственных войск Башара Асада в провинции Даръа, проведенной летом 2015 года в ходе гражданской войны в Сирии. В операции приняли участие южный фронт «Свободной сирийской армии» (ССА) при поддержке ряда исламистских террористических группировок из т.н. «южного сектора» «Армии Завоевания», в числе которых сирийский филиал Аль-Каиды — Джебхат-ан-Нусра.
Наступление на позиции правительственных войск (оборонявших город Даръа, а также прилегавшие к нему населенные пункты) было начато ими 25 июля и продолжалось в течение двух недель. В результате боевых действий атака боевиков была отбита силами правительственной армии.